# Розен, Константин Николаевич
Барон Константи́н Никола́евич Ро́зен (1883—1955) — русский военнослужащий, полковник Кавалергардского полка, участник Первой мировой войны и Белого движения.

## Биография
Происходил из дворян Эстляндской губернии. Сын генерал-майора барона Николая Андреевича и Елены Константиновны, урождённой Штрандтман. В 1895 году определён в Пажеский корпус. В 1900 году переведен в младший специальный класс; с 1901 года — камер-паж. При выпуске из Пажеского корпуса 10 августа 1902 года был произведён в корнеты Кавалергардского полка. С этим полком он участвовал в Первой мировой войне; полковник с декабря 1915 года.

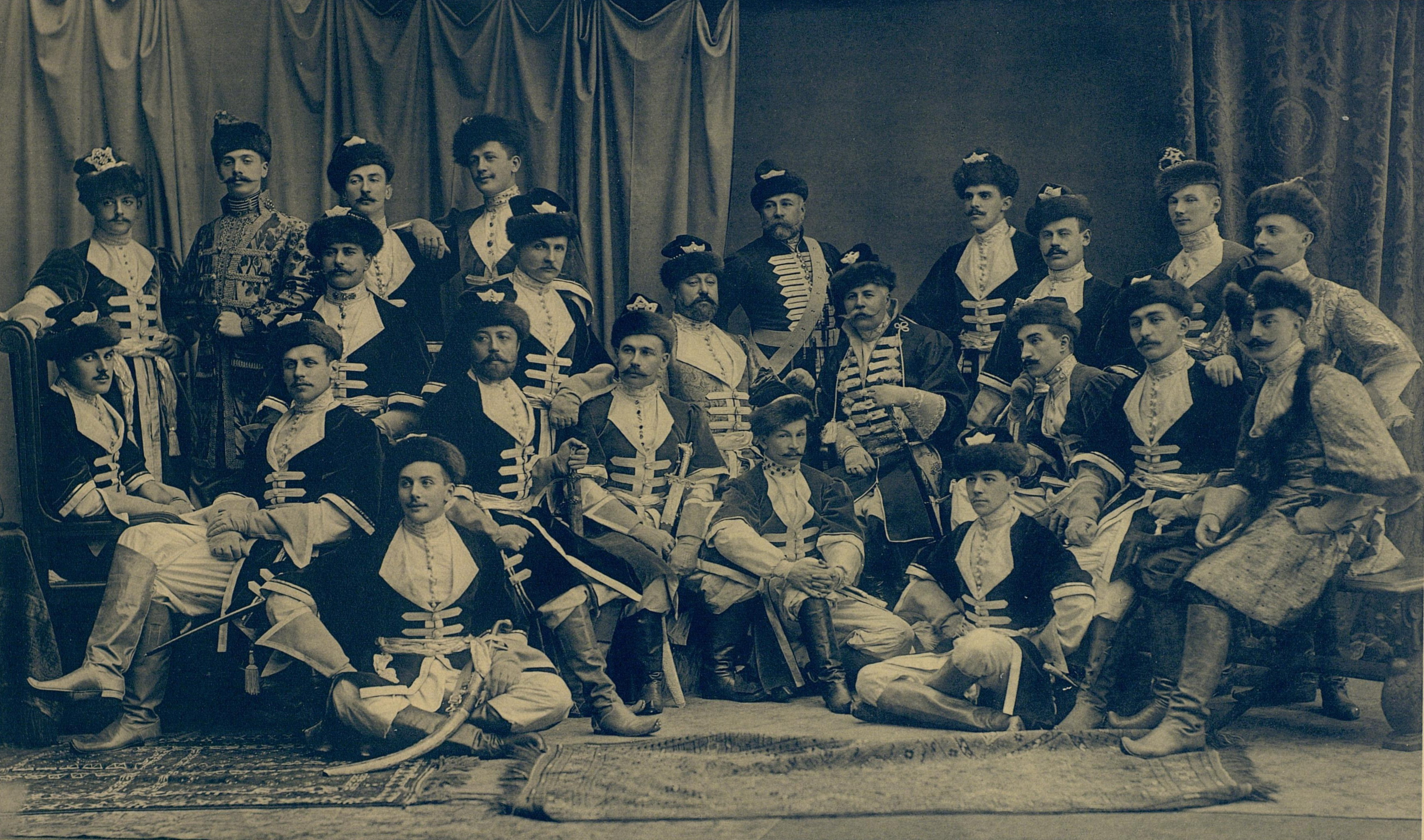
Корнет К. Н. Розен (сидит на полу слева) на Костюмированном балу 1903 года в группе офицеров Кавалергардского полка

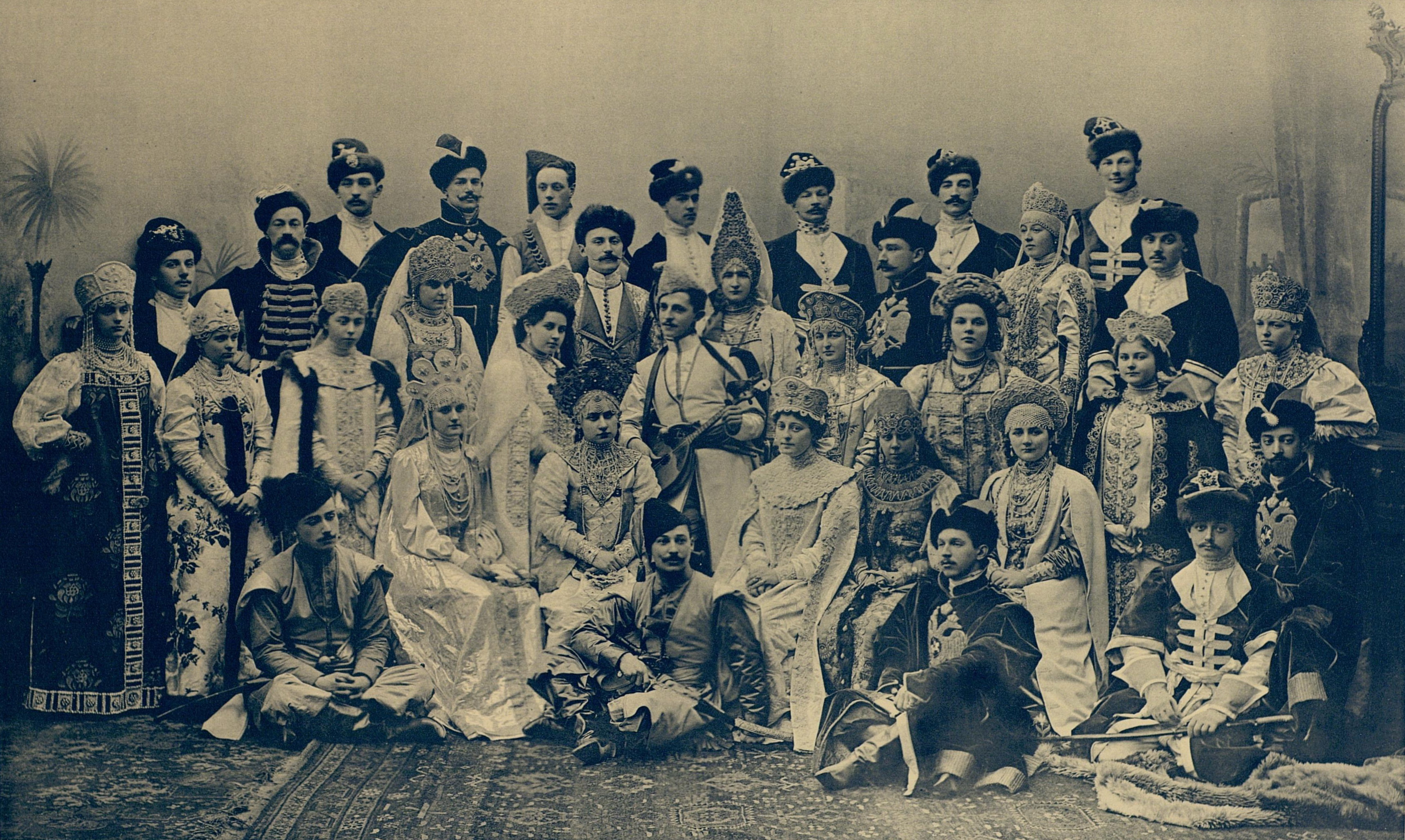
Корнет К. Н. Розен (стоит крайний слева) на Костюмированном балу 1903 года в группе, танцевавшей на бале «Русскую»

В сентябре 1918 года поступил в Добровольческую армию, состоял при штабе Кавказской конной дивизии. Был членом ремонтной и финансовой комиссии при областном Терско-Дагестанском комитете содействия Вооруженным силам Юга России; с 9 июня 1919 года состоял в распоряжении начальника 2-я кавалерийской дивизии, с 19 июля того же года был назначен помощником командира сводно-кирасирского полка по хозяйственной части; со 2 января 1920 года был отправлен в отпуск по болезни.
В 1920 году из Новороссийска эвакуировался на остров Лемнос, затем эмигрировал во Францию. Жил в Париже и его пригородах. Активно участвовал в жизни белой эмиграции: секретарь, казначей и заведующий музея Кавалергардской семьи. В 1938—1956 годах был редактором «Вестника Кавалергардской семьи».
Похоронен на кладбище Сент-Женевьев-де-Буа.

## Награды
- Орден Святой Анны 2-й степени с мечами (ноябрь 1914), 3-й степени и 4-й степени с надписью «За храбрость» (октябрь 1914)
- Орден Святого Станислава 2-й степени с мечами.

## Семья
Был женат (с 1907) на Нине Ивановне (02.03.1887—05.11.1956), дочери шталмейстера графа Ивана Викторовича Канкрина; их дети: Андрей (1909—1920), Кирилл (1910—1920), Мария (1912—1920), все они умерли во время эпидемии на Лемносе.